# 鳳来大野北テレビ中継局
鳳来大野北テレビ中継局（ほうらいおおのきたテレビちゅうけいきょく）は、かつて愛知県新城市にあった地上アナログテレビ放送の中継局である。2011年7月24日のアナログ放送終了とともに廃止された。

## 中継局概要
| チャンネル | 放送局名             | 空中線電力          | ERP                  | 放送対象 地域 | 放送区域 内世帯数 | 偏波面   |
| 49ch       | TVA テレビ愛知       | 映像100mW/ 音声25mW | 映像440mW/ 音声110mW | 愛知県        | 約-世帯           | 水平偏波 |
| 51ch       | NHK 名古屋教育       | 映像100mW/ 音声25mW | 映像440mW/ 音声110mW | 全国放送      | 約-世帯           | 水平偏波 |
| 53ch       | NHK 名古屋総合       | 映像100mW/ 音声25mW | 映像440mW/ 音声110mW | 愛知県        | 約-世帯           | 水平偏波 |
| 55ch       | THK 東海テレビ放送   | 映像100mW/ 音声25mW | 映像440mW/ 音声110mW | 中京広域圏    | 約-世帯           | 水平偏波 |
| 57ch       | CTV 中京テレビ放送   | 映像100mW/ 音声25mW | 映像440mW/ 音声110mW | 中京広域圏    | 約-世帯           | 水平偏波 |
| 59ch       | NBN 名古屋テレビ放送 | 映像100mW/ 音声25mW | 映像440mW/ 音声110mW | 中京広域圏    | 約-世帯           | 水平偏波 |
| 61ch       | CBC 中部日本放送     | 映像100mW/ 音声25mW | 映像440mW/ 音声110mW | 中京広域圏    | 約-世帯           | 水平偏波 |

### 所在地
- 新城市能登瀬

## 放送エリア・その他
- 豊橋中継局からの電波が届きにくい新城市の旧鳳来町域の大野地区北東部をカバーしていた。
- 地上デジタルテレビジョン放送については、鳳来大野テレビ中継局からの共同視聴設備による視聴やケーブルテレビ「豊橋ケーブルネットワーク」の視聴による対策が取られている[1]。直接受信の場合は、鳳来大野局もしくは豊橋局からの電波を受信。

## 歴史
- 1981年12月24日 - CBC中部日本放送・鳳来大野北テレビ放送所が開局。
- 1988年12月23日 - TVAテレビ愛知・鳳来大野北テレビ中継放送局が開局。
- 2011年7月24日 - 全局廃局となった。